# YOKOHAMA AIR CABIN
YOKOHAMA AIR CABIN（ヨコハマエアキャビン）は、神奈川県横浜市中区のみなとみらい地区において泉陽興業が運営する都市索道である。汽車道に沿って桜木町駅と運河パーク駅の間を片道約5分で結ぶ。

## 路線データ
- 走行方式：単線自動循環式 (MGD, Monocable Gondola Detachable)
- 総延長：629 m[1]
- 定員：8人（1搬器あたり）
- 搬器数：36台
- 乗車時間：約5分
- 高低差：約40 m
- 営業時間：10時 - 22時（時期により変更あり）

## 経緯
2018年5月、同地区でよこはまコスモワールドを運営する泉陽興業による、桜木町駅周辺から新港まで汽車道沿い約600メートルにロープウェイを整備する空中交通構想が浮上した。
同地区ではかつて横浜博覧会において運営されていたゴンドラリフト以来の索道であり、常設型として日本初の都市索道（都市型ロープウェイ）である。
さらに2019年2月にはロープウェイ計画の詳細が公表され、それによると桜木町駅前から横浜ワールドポーターズ前（運河パーク）まで汽車道沿い（南側の北仲通地区寄り）にロープウェイを当初2020年夏に開催予定であった東京オリンピック開幕前の開業を目指し整備するとしていたが、資材調達の遅れや支柱の設置場所を見直す必要も生じたことから、工期は半年以上ずれ込み（着工時期も2019年夏から2020年1月にずれ込んだ）、2021年4月22日に開業した。
事業費は80億円程度となる見通しで、事業期間は占用・使用許可の更新を前提として30年と定めている。泉陽興業が建設や運営などに係る費用を全額負担するため、横浜市の公費負担はない（市には道路占用料が入る）が、運河パーク駅舎と横浜ワールドポーターズの2階部分（既存デッキ）を接続する歩行者デッキ（連絡通路、約20メートル）については、横浜市が整備を行った。

## 歴史
- 2018年（平成30年）5月 - 横浜市の「まちを楽しむ多彩な交通」事業案において泉陽興業の提案が採用される[5][7]。
- 2019年（平成31年・令和元年）
  - 1月29日 - 索道事業許可[1]。
  - 12月 - 横浜市と泉陽興業が事業実施協定を締結[16]。
- 2020年（令和2年）1月 - 本格着工[16]。
- 2021年（令和3年）4月22日 - 開業[1][2][4]。
- 2022年（令和4年）1月 - 同月末までに利用者が100万人を突破したことが同年3月2日の横浜市会にて明らかとなった[21]。

## 設計・施工
全てのキャビン（搬器、ゴンドラ）には冷房装置が搭載されている。支柱は、構造上の安全や周辺の景観に配慮し、幅狭タイプの丸型鋼管4本支柱が採用されている。また、キャビン・駅舎・支柱のライトアップ（照明デザイン）は、横浜ベイブリッジや東京タワー、姫路城などのライトアップも手掛けた石井幹子が担当した。

### ロープウェイ
- 日本ケーブル - 機械設備、搬器（キャビン）、支柱の設計製作・施工を担当[18][23]。
- CWA Constructions SA/Corp - 搬器（キャビン）製造[22]。
- 東亜建設工業 - 海上基礎工を担当[23]。

## 運賃
運賃はおとな片道1,000円・往復1,800円（こども〈3歳 - 小学生〉半額、ただし単独乗車不可）である。大観覧車「コスモクロック21」とのセット割引券も用意されている。

### 駅舎・建物
- 山下設計 - 建物設計を担当[23]。
- ピーエス三菱 - 駅舎の施工を担当[23]。

## ギャラリー

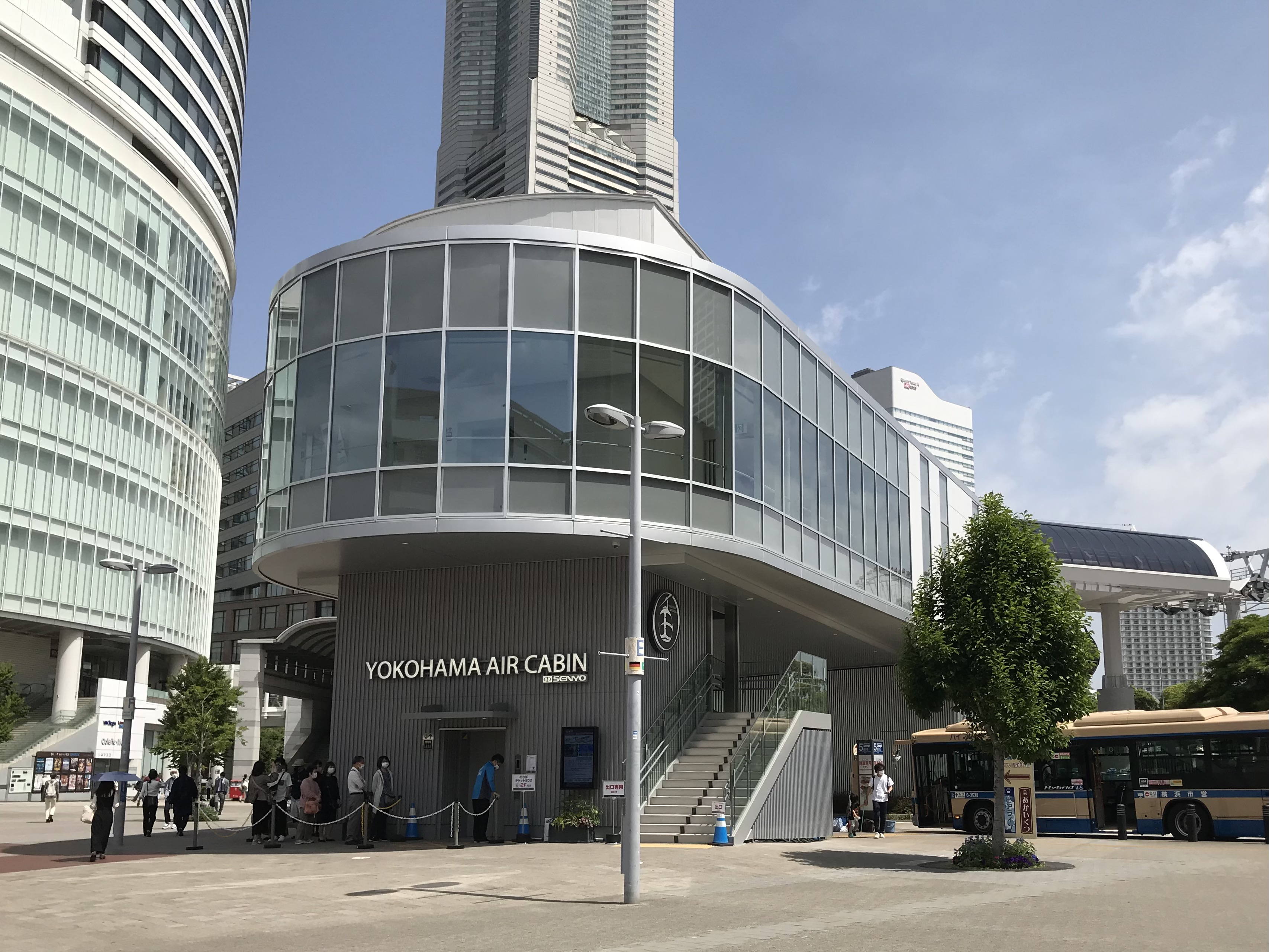
桜木町駅（2021年）
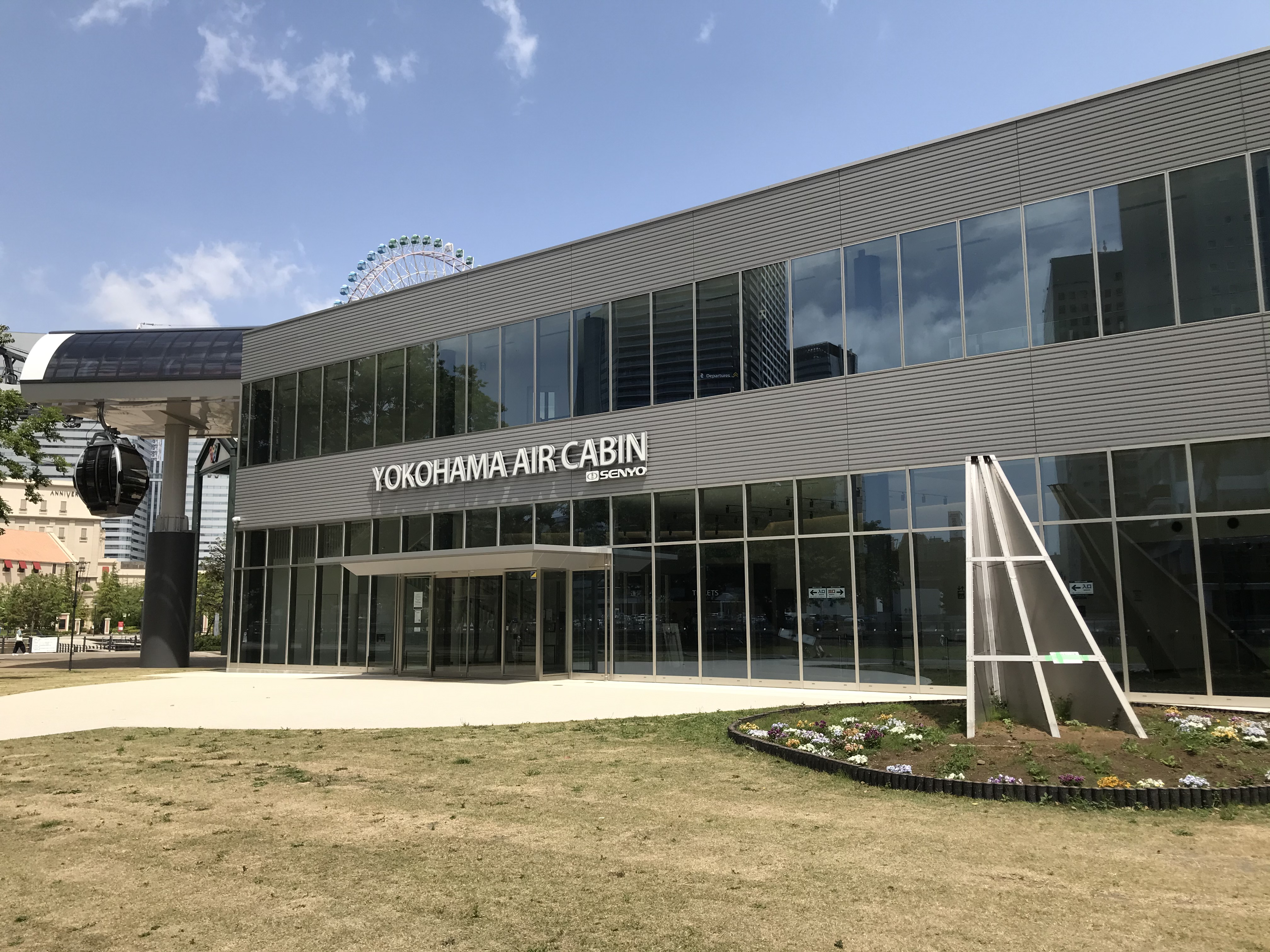
運河パーク駅（2021年）
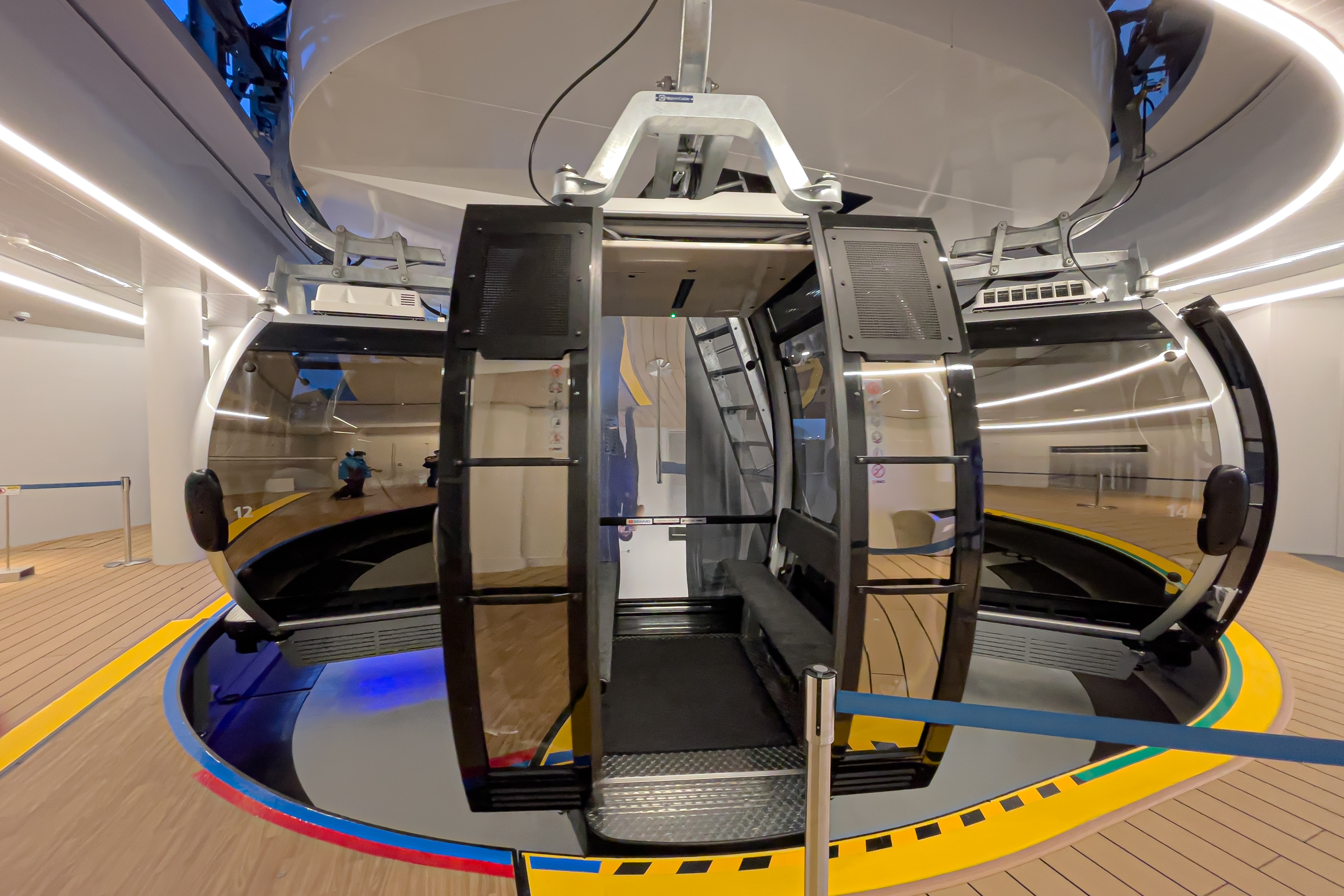
開業前の試験運転（桜木町駅前）
- 桜木町駅の乗降場
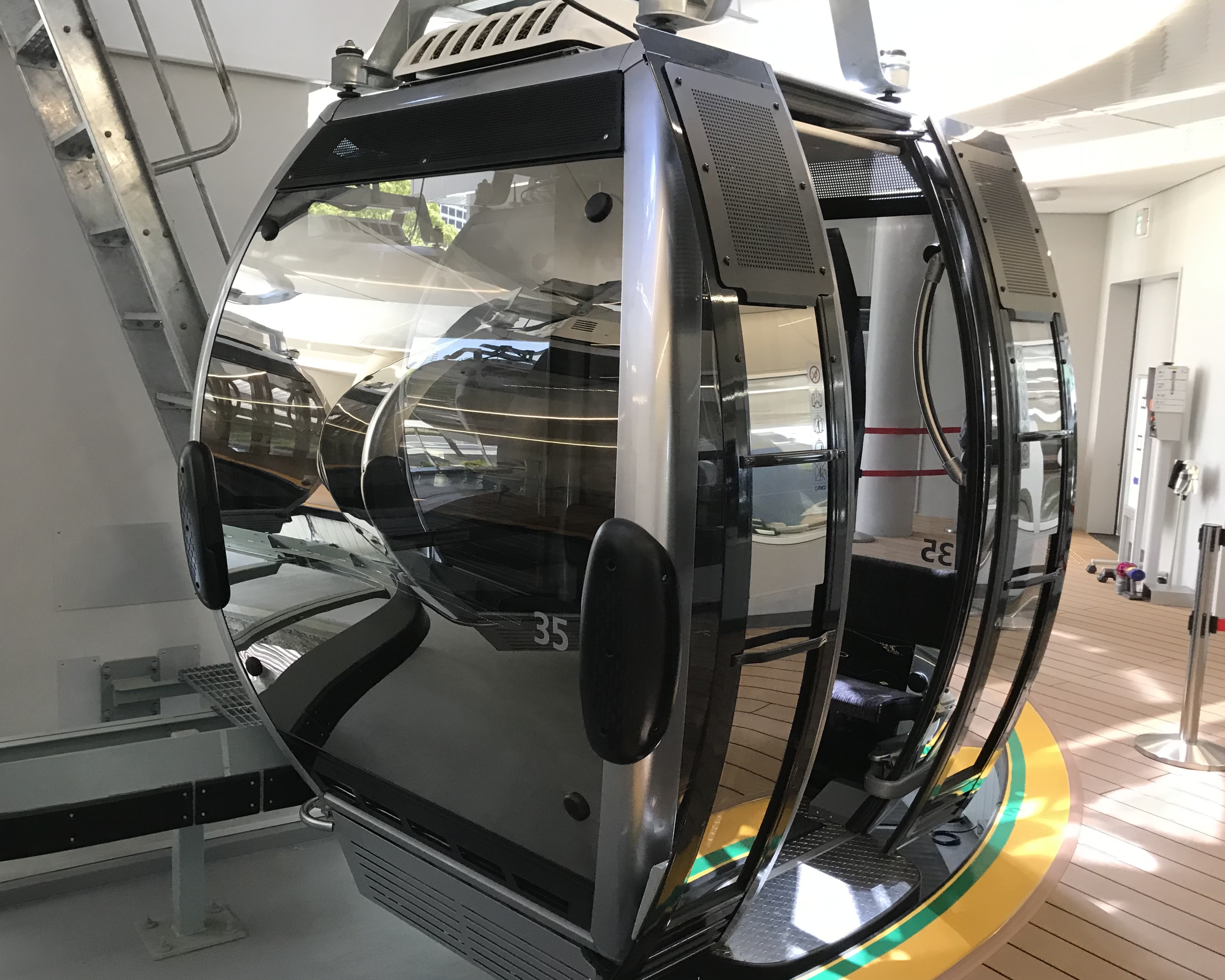
キャビン（搬器）
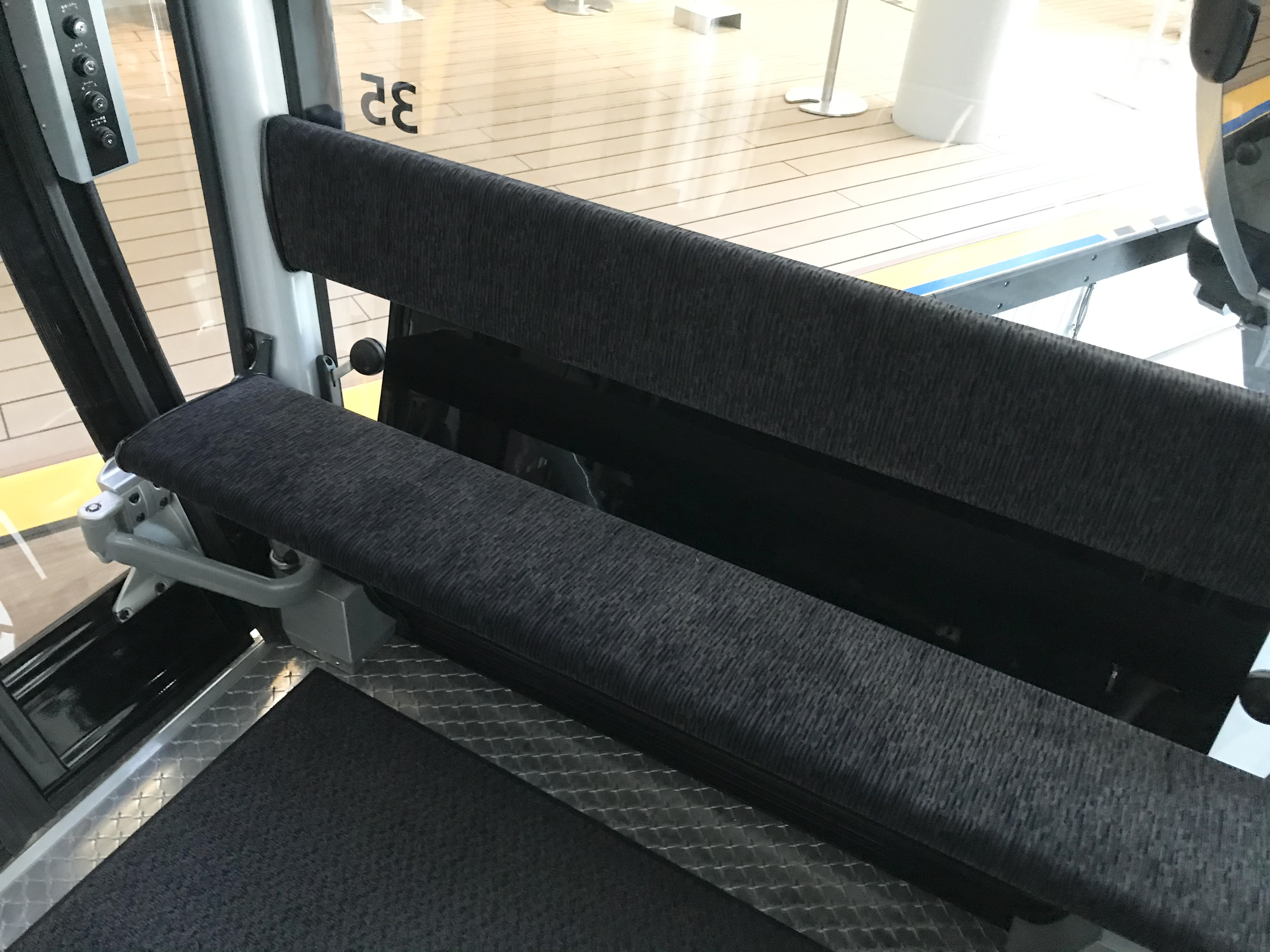
キャビンの座席
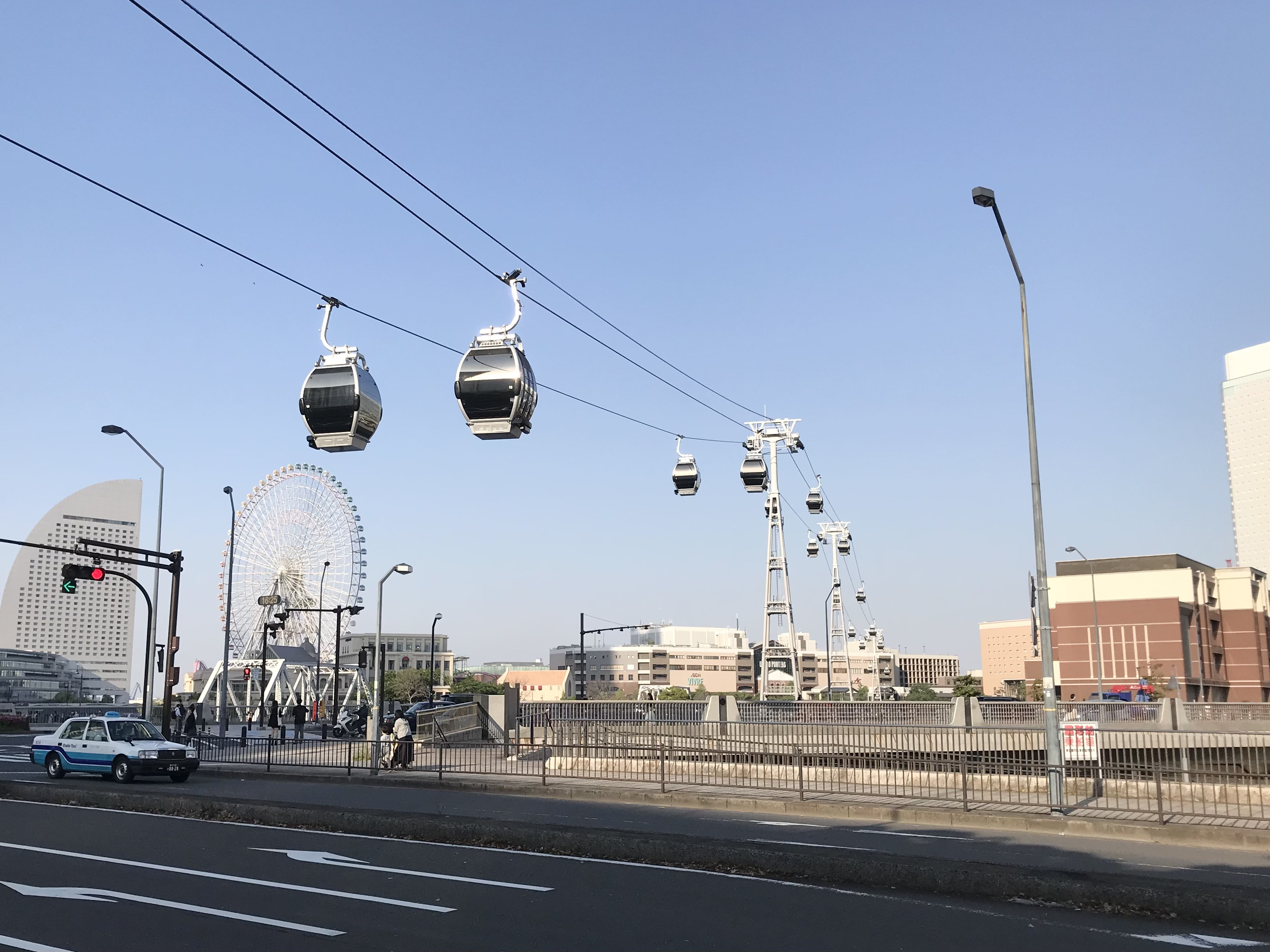
桜木町駅前の道路頭上を通る
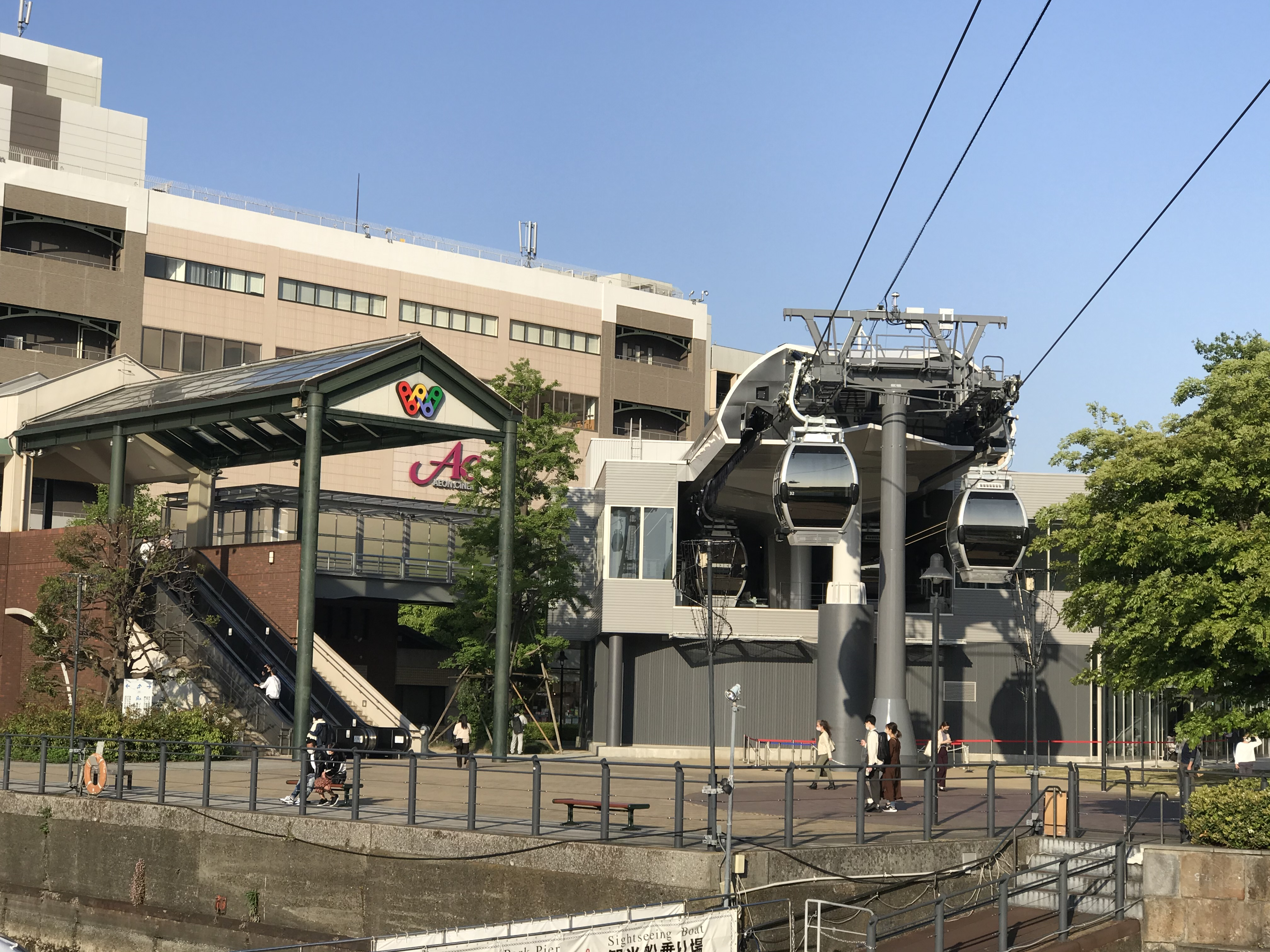
運河パーク駅舎と横浜ワールドポーターズ（開業前日に撮影）
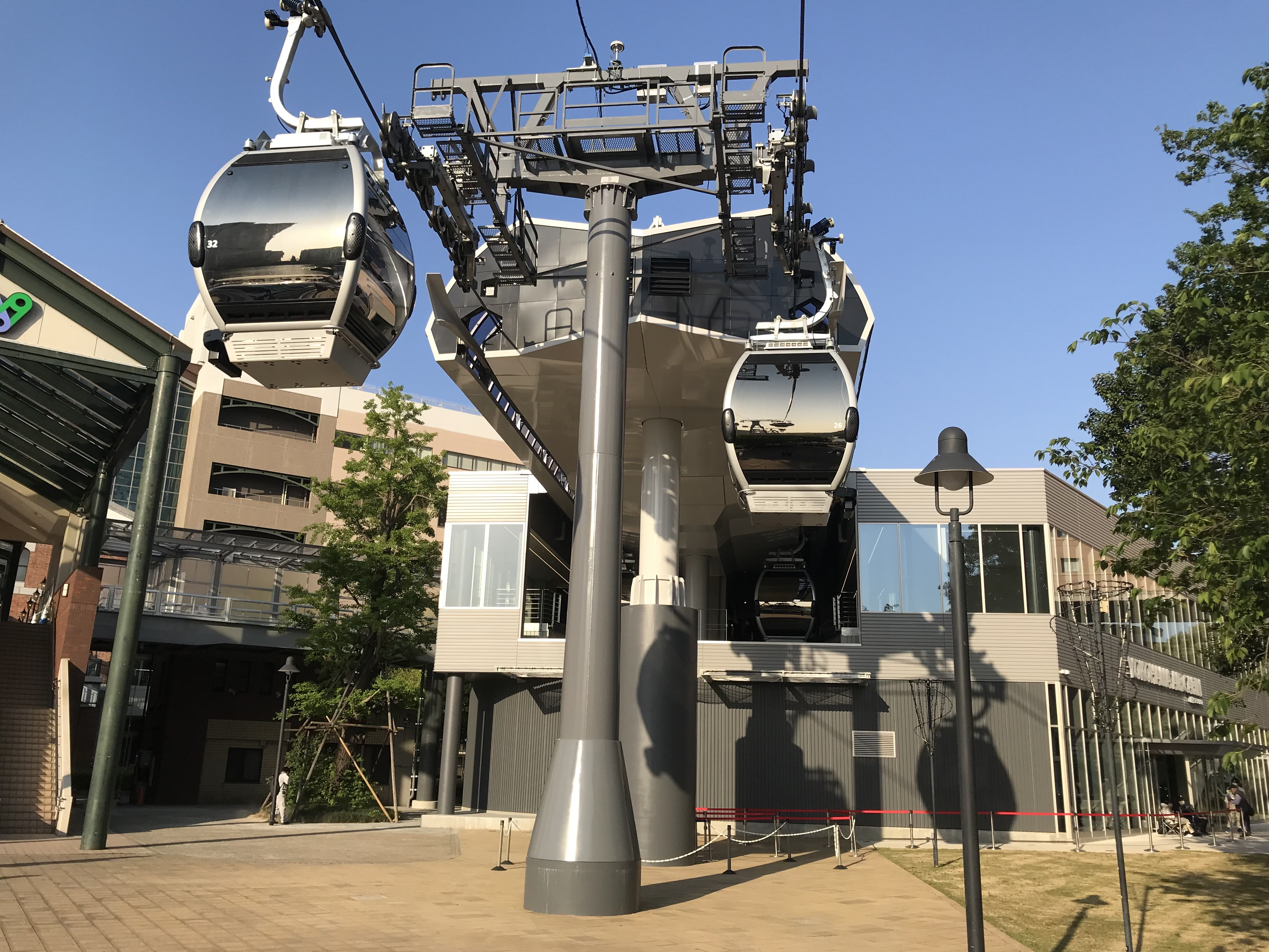
運河パーク駅付近（開業前日に撮影）
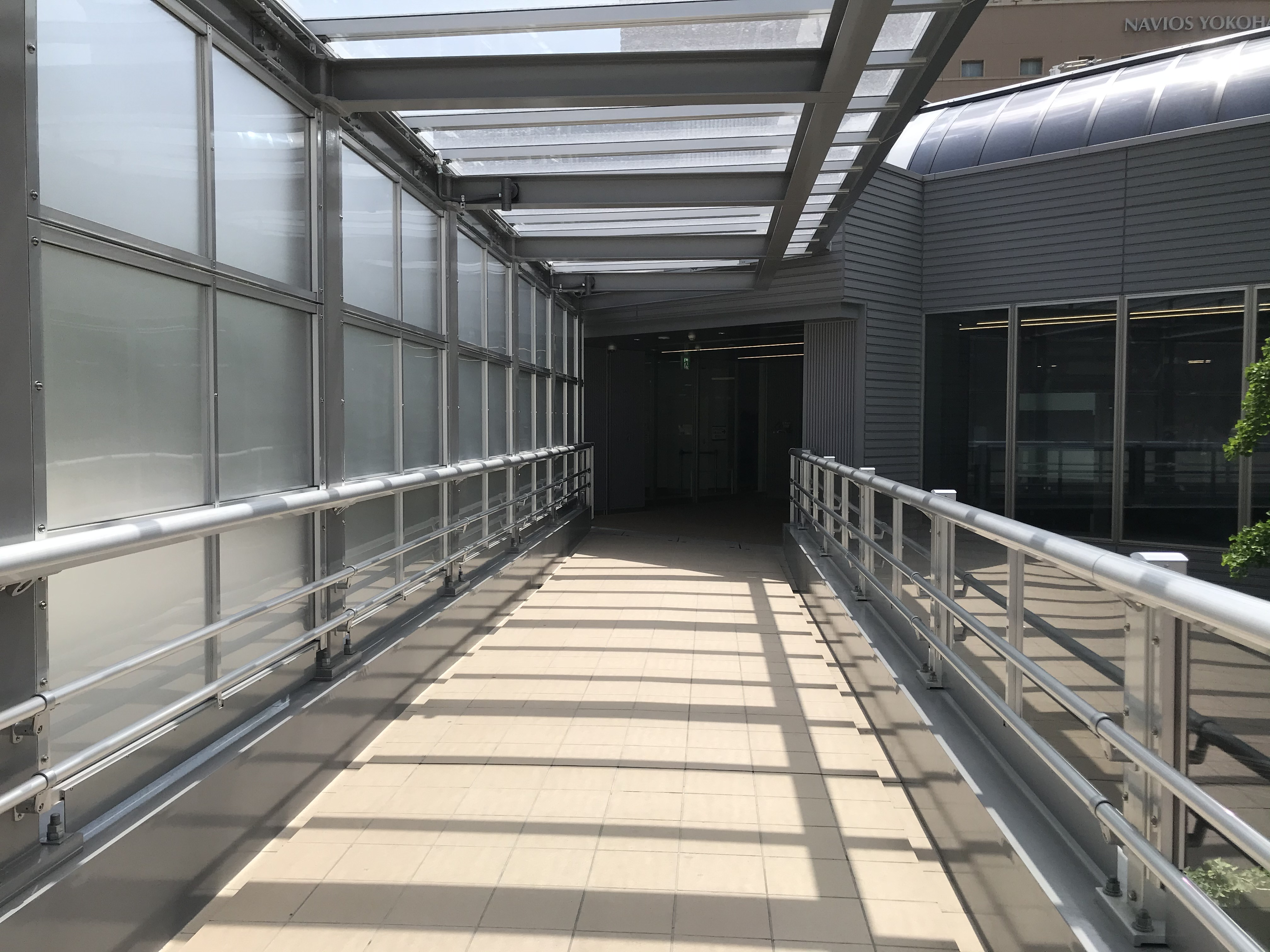
横浜ワールドポーターズ2階デッキと接続する運河パーク駅連絡通路

キャビンからの景色

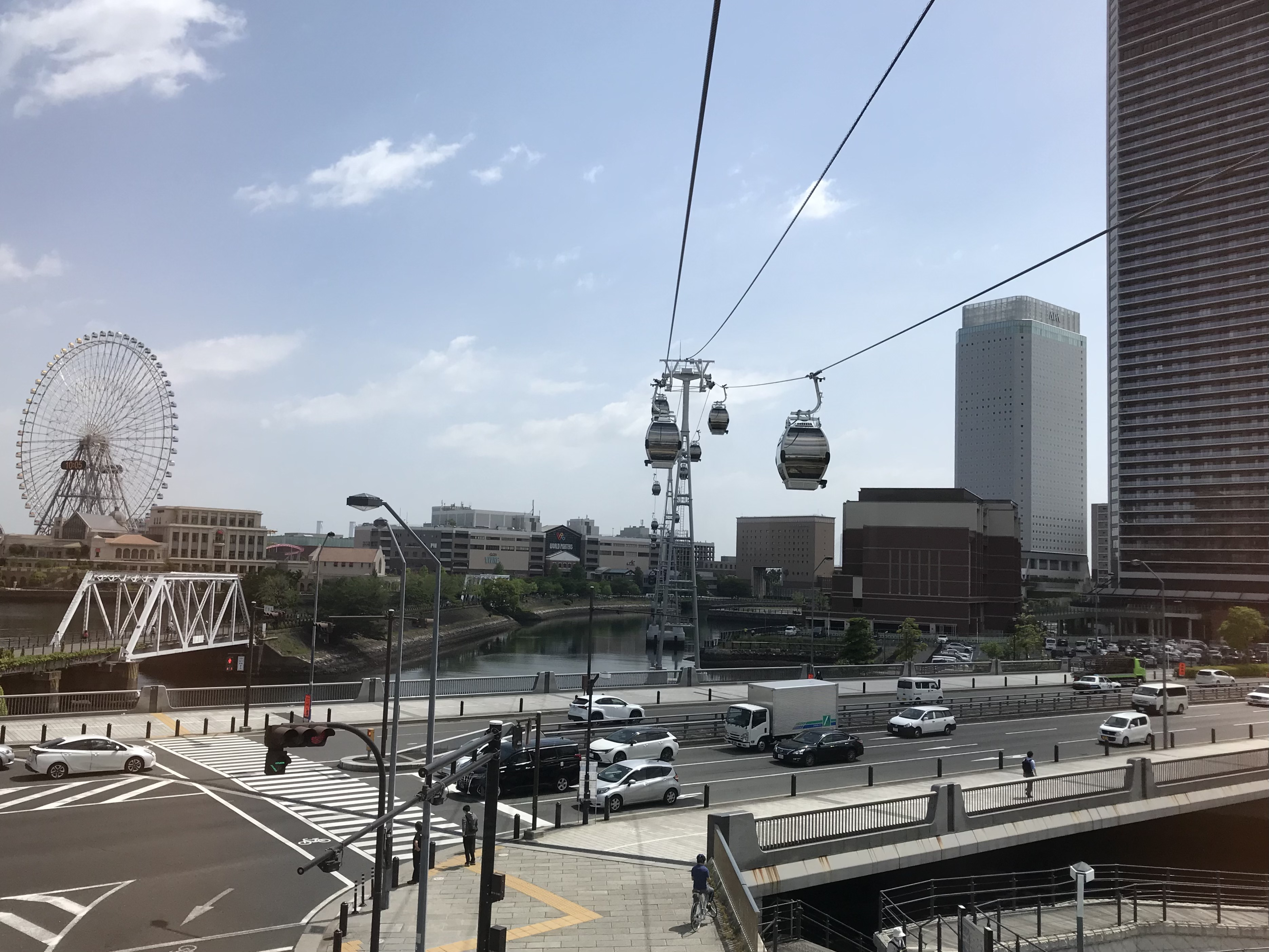
栄本町線の頭上を通る
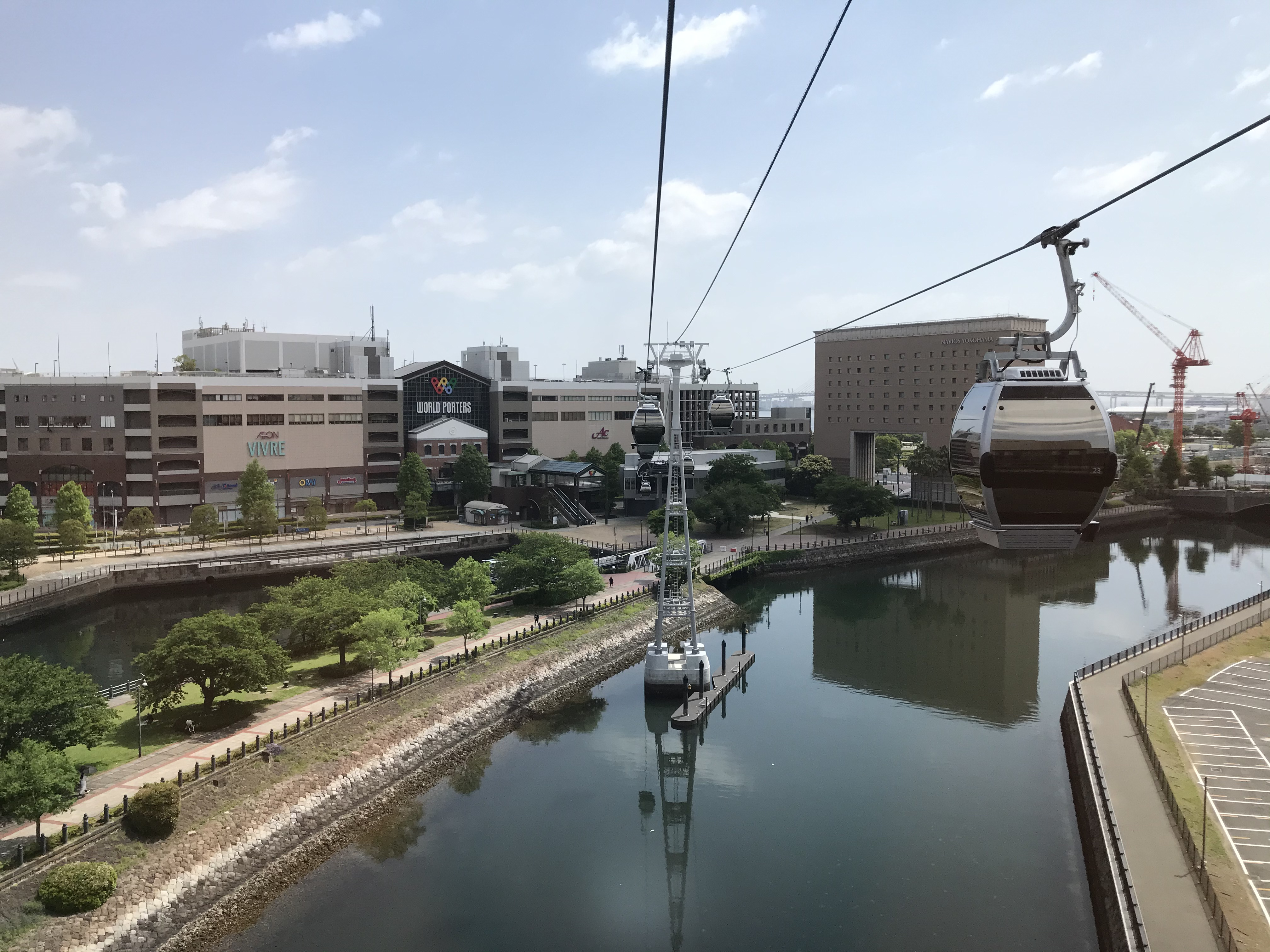
汽車道沿いを通る
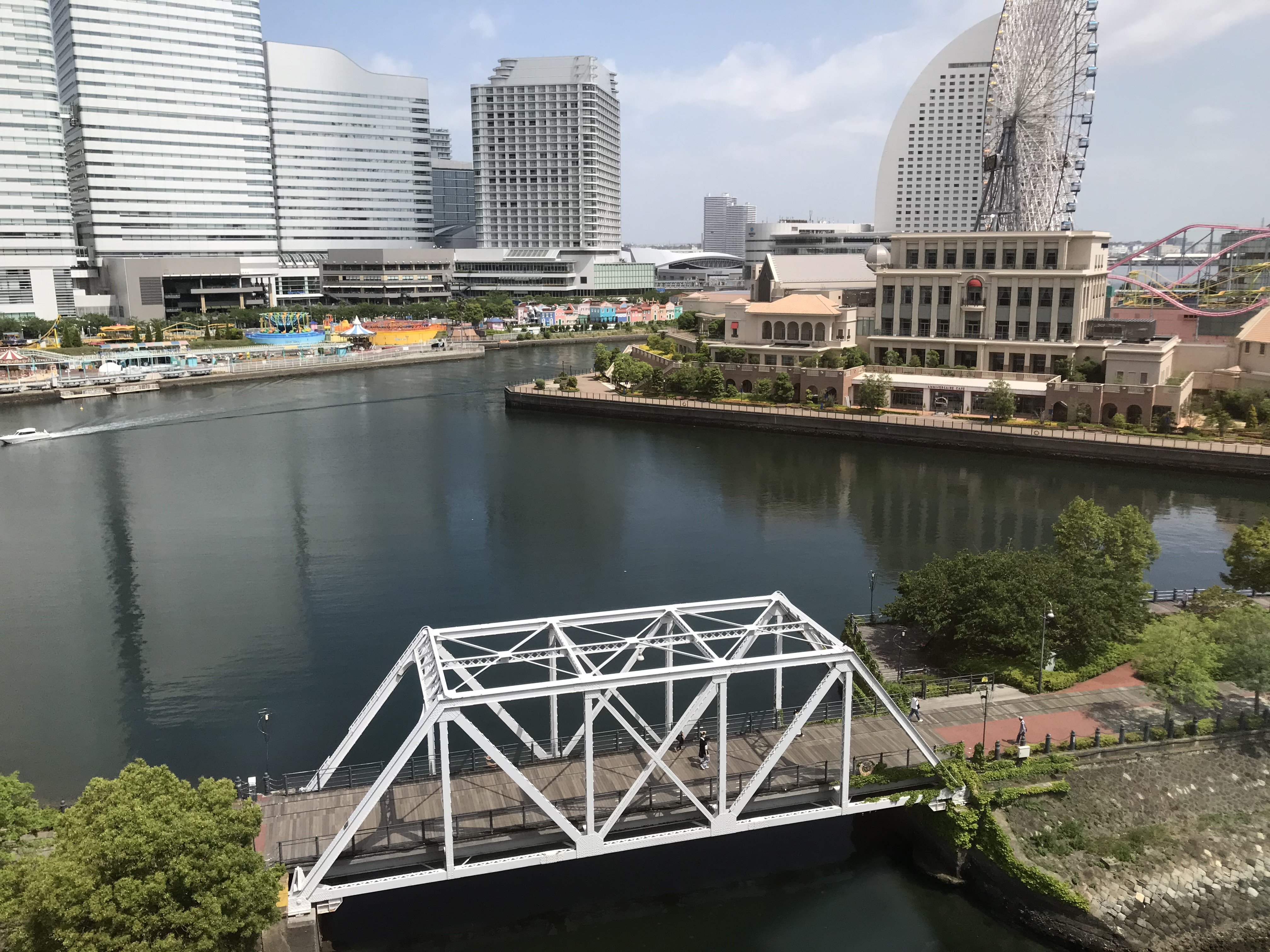
汽車道（港二号橋梁）とみなとみらいの景色
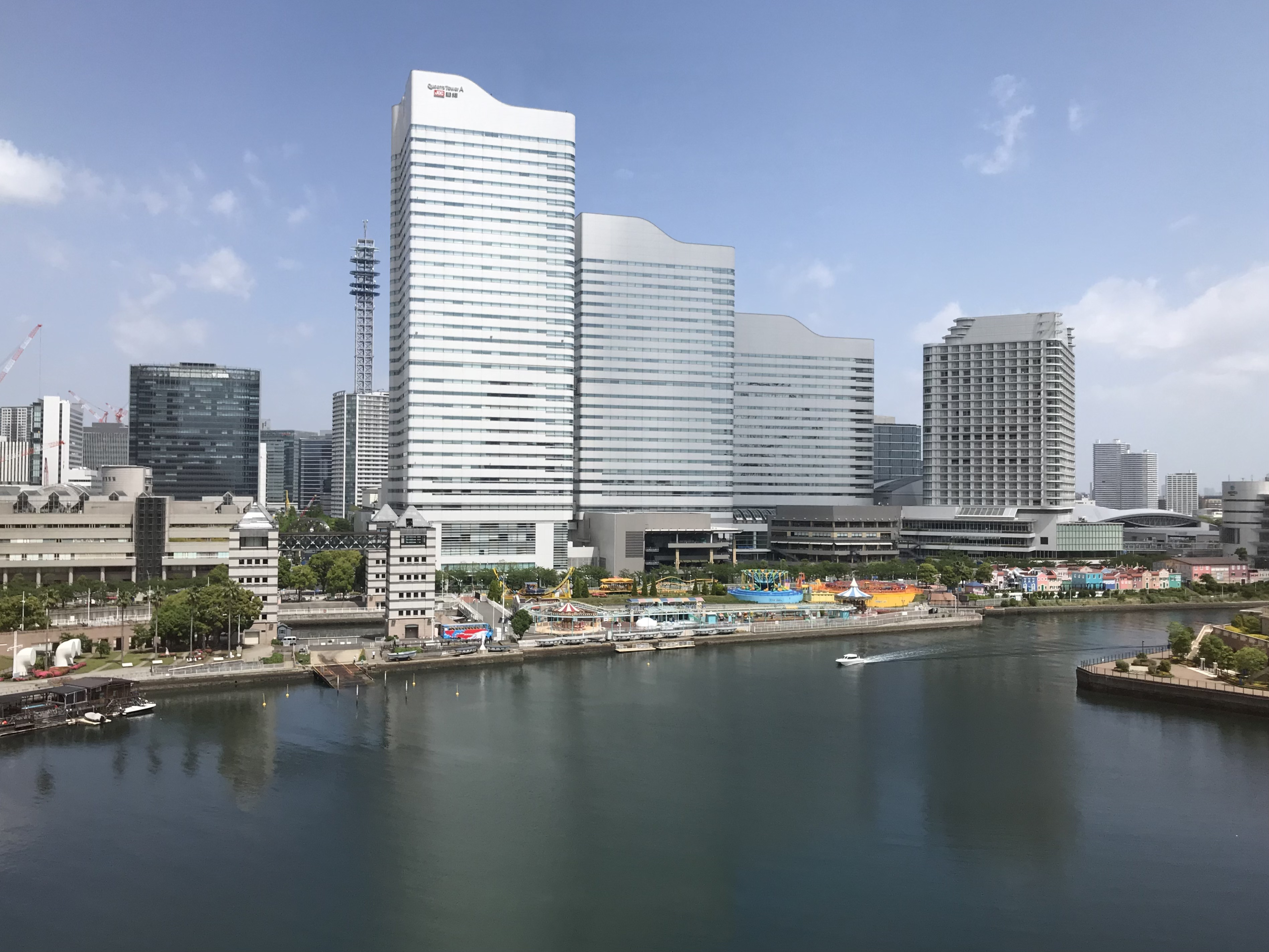
みなとみらいの景色、クイーンズスクエア横浜方面を望む

## 備考
- 横浜市の「まちを楽しむ多彩な交通」事業案では、横浜ハンマーヘッド（客船ターミナル複合施設）の事業を展開する企業グループの一部構成企業（藤木企業、横浜岡田屋など）が出資したYNPによる別の索道事業提案（構想）も選定されており、同提案では横浜駅東口より横浜市中央卸売市場、みなとみらい地区、大さん橋を経由して山下埠頭まで結ぶルート案が示されている[7][24]。